# Erkki Saxén
Arno Erik (Erkki) Saxén, född 23 augusti 1921 i Helsingfors, död där 24 augusti 2021, var en finländsk läkare. Han var son till Arno Saxén och fader till Irma Thesleff.
Saxén blev medicine och kirurgie doktor 1948, svenskspråkig professor i patologisk anatomi vid Helsingfors universitet 1960 och var innehavare av motsvarande finskspråkiga tjänst 1978–1986. Han var en internationellt känd expert på cancersjukdomarnas histopatologi och epidemiologi och var föreståndare för Finlands cancerregister 1952–1986. 